# Europees Links
Europees Links, ook wel de Europese Linkspartij (EL, Engels: European Left of Party of the European Left), is een Europese politieke partij die bestaat uit democratisch socialistische en communistische partijen. In het Europees Parlement maakt de partij deel uit van de confederale fractie Linkse Fractie in het Europees Parlement - GUE/NGL.

## Leden

### Politieke partijen

#### Huidige leden

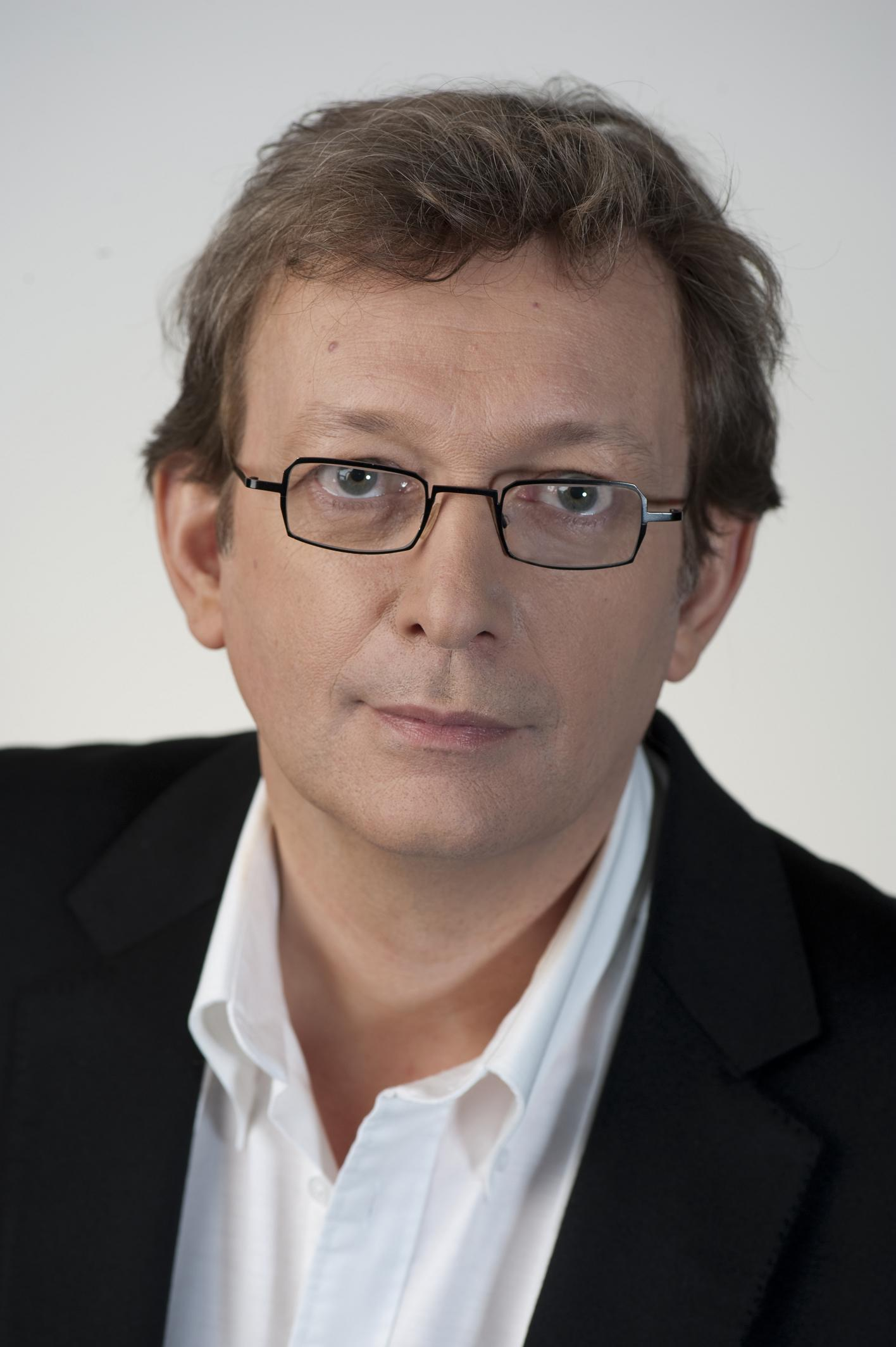
Pierre Laurent

| Land        | Partij                                                         | Europees Parlement (2019-2024) |
| ----------- | -------------------------------------------------------------- | ------------------------------ |
| Oostenrijk  | Communistische Partij van Oostenrijk                           | geen verkozenen                |
| Wit-Rusland | Wit-Russische Verenigd Links Partij "Een Rechtvaardige Wereld" | n.v.t.                         |
| Bulgarije   | Bulgaars Links                                                 | geen verkozenen                |
| Tsjechië    | Partij van Democratisch Socialisme                             | geen verkozenen                |
| Denemarken  | Enhedslisten                                                   | geen verkozenen                |
| Estland     | Estse Verenigd Links Partij                                    | geen verkozenen                |
| Finland     | Communistische Partij van Finland                              | geen verkozenen                |
| Finland     | Linkse Alliantie                                               | geen verkozenen                |
| Frankrijk   | Franse Communistische Partij                                   | geen verkozenen                |
| Duitsland   | Die Linke                                                      | 5                              |
| Griekenland | SYRIZA                                                         | 6                              |
| Hongarije   | Arbeiders Partij van Hongarije 2006                            | geen verkozenen                |
| Italië      | Heropgerichte Communistische Partij                            | geen verkozenen                |
| Luxemburg   | Déi Lénk                                                       | geen verkozenen                |
| Portugal    | Links Blok                                                     | 2                              |
| Moldavië    | Partij van Communisten van de Republiek Moldavië               | n.v.t.                         |
| Roemenië    | Socialistische Alliantie Partij                                | geen verkozenen                |
| San Marino  | Sammarinese Communistische Heroprichting                       | n.v.t.                         |
| Spanje      | Verenigd Links                                                 | 5                              |
| Spanje      | Communistische Partij van Spanje                               | geen verkozenen                |
| Spanje      | Verenigd en Alternatief Links                                  | geen verkozenen                |
| Zwitserland | Zwitserse Partij van de Arbeid                                 | geen verkozenen                |
| Turkije     | Vrijheid en Solidariteit partij                                | n.v.t.                         |

#### Waarnemende leden
| Land         | Partij                                           | Europees Parlement (2019-2024) |
| ------------ | ------------------------------------------------ | ------------------------------ |
| Cyprus       | Progressieve Partij van de Arbeiders             | 2                              |
| Tsjechië     | Communistische Partij van Bohemen en Moravië     | 1                              |
| Griekenland  | Vernieuwing van Communistische Ecologische Links | geen verkozenen                |
| Noord-Cyprus | Nieuw Cyprus Partij                              | n.v.t.                         |
| Noord-Cyprus | Verenigd Cyprus Partij                           | n.v.t.                         |
| Polen        | Jonge Socialisten                                | geen verkozenen                |
| Slowakije    | Communistische Partij van Slowakije              | geen verkozenen                |

### Individuele leden
EL heeft ook een aantal individuele leden. Hoewel EL een gestaag hoog aantal individuele leden heeft gehad, en momenteel het hoogste aantal, heeft EL niet geprobeerd een massaal individueel lidmaatschap te ontwikkelen.
Hieronder staat de ontwikkeling van het individuele lidmaatschap van de partij sinds 2019.
Individuele ledenIndividuele leden van Europese politieke partijen340360380400420440460201920202021202220232024ELA

### In afwachting van lidmaatschap
De volgende partijen hebben een aanvraag voor een lidmaatschap van de Partij van Europees Links ingediend. De waarnemers status of een volledig lidmaatschap zal worden besproken op de eerstvolgende vergadering van de Raad van Bestuur.
- Oostenrijk: Sociaal-ecologische platform Bukersdorf
- Oekraïne: Verenigd Links en Boeren

### Voormalige leden
| Land        | Partij                                         | Reden                                                                                    |
| ----------- | ---------------------------------------------- | ---------------------------------------------------------------------------------------- |
| Hongarije   | Magyar Munkáspárt                              | Opzegging 1 mei 2009                                                                     |
| België      | Kommunistische Partij Vlaanderen               | Stopte te functioneren als partij in 2009, vanaf december 2013 niet meer vermeld als lid |
| Griekenland | Ananeotiki Kommounistiki ke Ikologiki Aristera | Samengevoegd in 2013 met Syriza                                                          |
| Frankrijk   | Gauche Unitaire                                | Gefuseerd met de PCF in de herfst van 2015                                               |
| Frankrijk   | Parti de Gauche                                | Trad af op 1 juli 2018                                                                   |
| Polen       | Młodzi Socjaliści                              | Ontbonden in 2015, wat betekende dat de status van Observerende verloren was gegaan      |
| Duitsland   | Deutsche Kommunistische Partei                 | Eindigde op 27 februari 2016 de status van Observerende.                                 |
| Italië      | Partij van Italiaanse Communisten              | Hernoemd tot Partito Comunista d'Italia in december 2014                                 |
| België      | Parti communiste Wallonie-Bruxelles            | Ontslag op het partijcongres op 30 juli 2018 beslist.                                    |

## Vertegenwoordiging in Europese instellingen
| Organisatie     | Instelling                                           | Zetelaantal  |
| --------------- | ---------------------------------------------------- | ------------ |
| Europese Unie   | Europees parlement                                   | 16 / 720(2%) |
| Europese Unie   | Europese Commissie                                   | 0 / 27(0%)   |
| Europese Unie   | Europese Raad (Regeringsleiders)                     | 0 / 27(0%)   |
| Europese Unie   | Raad van de Europese Unie (Deelname aan de regering) |              |
| Europese Unie   | Europees Comité van de Regio's                       | 0 / 329(0%)  |
| Raad van Europa | Parlementaire Vergadering (binnen UEL)               | 35 / 612     |

## Financiering
Als geregistreerde Europese politieke partij heeft de partij recht op Europese publieke financiering, die de partij onafgebroken sinds 2004 heeft ontvangen.
Hieronder staat de ontwikkeling van de Europese publieke financiering die de partij heeft ontvangen.
Bedrag (€)Europese overheidsfinanciering van Europese politieke partijen0500.0001.000.0001.500.0002.000.0002.500.0002004200720102013201620192022Maximumbedragen aan overheidsfinancieringDaadwerkelijk ontvangen bedragen aan overheidsfinanciering
In overeenstemming met de Verordening inzake Europese politieke partijen en Europese politieke stichtingen, werft de partij ook private fondsen om haar activiteiten mede te financieren. Vanaf 2025 moeten Europese partijen ten minste 10% van hun vergoedbare uitgaven uit particuliere bronnen halen, terwijl de rest kan worden gedekt met Europese overheidsfinanciering.
Hieronder staat de ontwikkeling van de bijdragen en donaties die de partij heeft ontvangen.
Bedrag (€)Bijdragen van Europese politieke partijen50.000100.000150.000200.000250.000300.000350.000400.00020042008201220162020ELA
Bedrag (€)Donaties van Europese politieke partijen01002003004005002004200720102013201620192022ELA